# Hélan Jaworski Cárdenas
Hélan Jaworski Cárdenas (* 1936; † 20. August 2009 in Lima) war ein peruanischer römisch-katholischer Theologe, Hochschullehrer und Fakultätsdirektor.

## Leben und Wirken
Jaworski studierte Römisch-Katholische Theologie an der privaten Katholischen Universität von Lima und wurde anschließend zum Doktor der Theologie promoviert. Er war Mitglied der Christlichen Friedenskonferenz (CFK). Nach seiner Habilitation erlangte er eine Professur an der größten privaten katholischen Universität Lateinamerikas. An dieser Uni wurde er zum Begründer einer „Fakultät für Geschäftsführung“ (Gestión y Alta Dirección). Weiterhin galt er als Schöpfer des elektronischen Mediums „E-QUIPU“.
Dem Ausschuss für Entwicklung und Zusammenarbeit des Europäischen Parlaments trug er als Experte in Fragen der Zusammenarbeit mit Lateinamerika im Februar 2003 den Standpunkt seiner Hochschule vor.

## Werke

### Als Koautor
- Hélan Jaworski, Heraclio Bonilla, Federico Velarde, Héctor Béjar: Las Elecciones y el Nuevo Gobierno. In: Socialismo y participación 101, Juli 2006.
- Antonio Gonzalez Norris, Hélan Jaworski: Cooperación internacional para el desarrollo: políticas, gestión y resultados. GRADE, Lima 1990, online (PDF; 921 kB).